# Pfarrhaus (Altstädten)

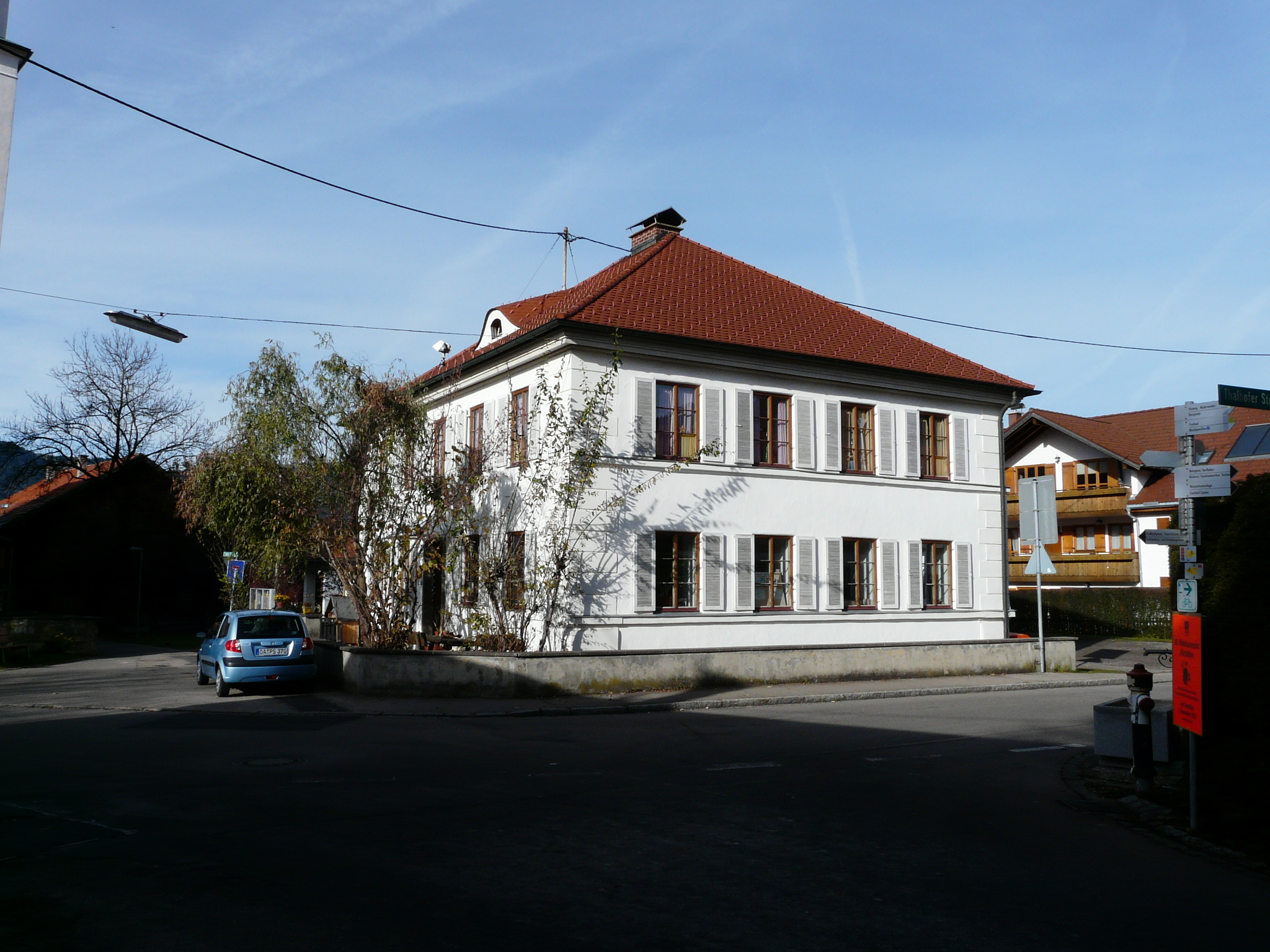
Pfarrhaus in Altstädten

Das Pfarrhaus in Altstädten, einem Stadtteil von Sonthofen im Landkreis Oberallgäu im bayerischen Regierungsbezirk Schwaben, wurde 1835 errichtet. Das Pfarrhaus an der Pfarrstraße 3 ist ein geschütztes Baudenkmal.
Der zweigeschossige Walmdachbau mit Eckquaderung besitzt fünf zu vier Fensterachsen.